# Jerry Tuwai
Jerry Tuwai (ur. 23 marca 1989 w Nasinu) – fidżyjski rugbysta, reprezentant kraju w rugby 7, mistrz olimpijski z Rio de Janeiro 2016 i z Tokio 2021 oraz wicemistrz z Paryża 2024, mistrz świata.

## Kariera
W reprezentacji Fidżi w rugby 7 zadebiutował podczas World Sevens Series w 2014. Z reprezentacją wziął udział w:
- igrzyskach olimpijskich:
  - Igrzyskach Olimpijskich w Rio de Janeiro w 2016 – 1. miejsce
  - Igrzyskach Olimpijskich w Tokio w 2021 – 1. miejsce
  - Igrzyskach Olimpijskich w Paryżu w 2024 – 2. miejsce
- pucharze świata:
  - Pucharze Świata w 2018 – 4. miejsce
  - Pucharze Świata w 2022 – 1. miejsce
- Igrzyskach Wspólnoty Narodów
  - Igrzyskach Wspólnoty Narodów w Gold Coast w 2018 – 2. miejsce
  - Igrzyskach Wspólnoty Narodów w Birmingham w 2022 – 2. miejsce